# Gobius niger
El gobio negro o chaparrudo (Gobius niger) es una especie de pez actinopterigio de la familia de los góbidos en el orden de los Perciformes.

## Etimología
Su nombre deriva del latín gobius ("gobio") y niger ("negro")

## Morfología
- La talla máxima es de 15 cm.
- Cuerpo alargado y de sección cilíndrica..
- Los ojos son grandes y se encuentran en la parte superior de la cabeza.
- Los tentáculos que salen de los orificios nasales se encuentran poco desarrollados.
- Las aletas dorsales y la anal son largas.
- La primera dorsal es muy alta en los machos.
- Los radios libres de las pectorales se encuentran poco desarrollados.
- El disco pélvico es redondo.
- Presenta casi la misma coloración que Gobius geniporus, pero es más oscuro.
- Tiene una mancha negra en la parte anterior de la primera dorsal.[3]

## Reproducción
Tiene lugar durante la primavera y la verano. En este periodo puede realizar varias puestas. La puesta es bentónica, los huevos son aferrados bajo algún objeto y los machos se encargan de protegerlos. Tienen cuatro años de vida a partir del segundo ya son sexualmente maduros. El macho produce feromonas para atraer a la hembra.

## Alimentación
Come crustáceos, moluscos, calamares y poliquetos.

## Hábitat
Es bentónico de fondos blandos preferentemente barro con piedra. También habitan en praderas de Posidonia oceanica y Caulerpa prolifera . Llega hasta los 75 m de profundidad. Es muy frecuente en el interior de puertos.

## Distribución geográfica
Aparece en todo el Mediterráneo, en el Atlántico oriental (desde Noruega en Mauritania), en el Mar Báltico y el Mar Negro.

## Observaciones
Es un pez inofensivo para los seres humanos.